# Gala de Reconnaissance
Le Gala de Reconnaissance est une manifestation sénégalaise qui, chaque année, distingue une personnalité, rendant un hommage international à une référence de la vie culturelle nationale et aux illustres représentants de ce secteur vivant dans la diaspora.
L'événement est organisé par la Société de Gestion du Gala de Reconnaissance (SGGR). Il a été lancé en 2004, à l'initiative de Ndiawar Touré, député-maire de Rufisque et rencontre un succès grandissant.

## Personnalités distinguées
- En 2004, c'est Boubacar Joseph Ndiaye, le Conservateur de la Maison des Esclaves à Gorée, qui a été récompensé.
- En 2005, la SGGR a honoré Doudou N'diaye Rose, le grand Tambour Major de Dakar.
- En 2006, le lauréat a été El Hadji Mansour Mbaye, le président des communicateurs traditionnels du Sénégal.
- Le 26 juin 2007, à la Martinique, la quatrième édition du Gala rendra hommage le jour de ses 94 ans à Aimé Césaire – cet illustre compagnon de Léopold Sédar Senghor et père de la Négritude –, un événement qui verra aussi le lancement, par l'État du Sénégal, du troisième Festival mondial des Arts nègres à Fort-de-France.